# L'Envol des pionniers
L'Envol des pionniers est un musée qui retrace la grande aventure de l'Aéropostale et qui contribue à la mémoire de l’aéronautique à Toulouse. Il est situé dans le quartier de Montaudran et a été inauguré le 22 décembre 2018, soit presque 100 ans jour pour jour après le vol inaugural du premier grand vol civil vers Barcelone.
Le musée est situé juste en face du complexe scientifique de Rangueil où se trouvent l'ENAC (plus grande université aéronautique européenne) et SUPAERO (plus ancienne école aéronautique du monde).

## Histoire
Situé dans une partie des bâtiments de l'ancienne usine Latécoère, sur la piste de l'ancien aéroport de Toulouse-Montaudran, il fait partie du projet Toulouse Aerospace La Piste des Géants, destiné à mettre en valeur les heures de gloire de l'Aéropostale ainsi que la Halle de La Machine. Les débuts furent difficiles pour le musée qui ne doit son existence qu'à la ténacité d'associations dont la demande a abouti après vingt ans de lutte,.

## Bâtiments
L’espace « L’Envol des Pionniers » est composé de trois bâtiments :
- Le château Petit Espinet Raynal inscrit aux monuments historiques le 21 juillet 1997[7], de 1 000 m2, qui a été le siège de Latécoère et a toujours accueilli les fonctions d’administration du site.
- Le Magasin général n°30, de 2 700 m2, accolé au château, qui servait de stockage de pièces d’avions.
- La Maison de la Radio, qui fut la station émettant et recevant les messages de l’Aéropostale, construite à la fin des années 1920, d’une surface de 40 m2,

## Fréquentation
En 2019 pour sa première année d'exploitation, L’Envol des Pionniers a accueilli 40 000 visiteurs.

## Collections
Il permet notamment de découvrir le matériel dont disposaient des pilotes tels que Jean Mermoz, Henri Guillaumet ou Antoine de Saint-Exupéry lors de l’épopée de l'Aéropostale et des lignes Latécoère. Le musée abrite une réplique du Salmson 2A2 qui effectua le premier vol des lignes Latécoère vers Barcelone, construite par les Ailes Anciennes Toulouse en partenariat avec les lycées de la région.